# Валецкий, Олег Витальевич
Оле́г Вита́льевич Вале́цкий (род. 14 августа 1968, Одесса, Украинская ССР, СССР) — русский писатель и публицист.

## Биография
Участвовал в возрождении казачества в Красноярском крае. С 1992 по 1995 год участвовал в войне в Боснии и Герцеговине как доброволец в армии Республики Сербской. В 1999 году участвовал в Косовской войне в составе армии Югославии, в 2001 году был инструктором в вооруженных силах Македонии, воевавших против албанских боевиков. С сентября 1996 года по апрель 2008 года работал в организациях, занимавшихся разминированием на территориях бывшей Югославии и Ирака
Специальный корреспондент Федерального агентства политических новостей.
Военный эксперт Центра стратегической конъюнктуры и Центра стратегических оценок и прогнозов.
Член Московской организации Союза писателей России.

## Писательская деятельность
Автор ряда книг и статей, посвященных югославским войнам, вопросам применения инженерных боеприпасов, а также другим современным войнам (в Грузии (1991–1992 и 2008), в Ираке).
В самой своей известной книге «Югославская война» Валецкий подробно рассматривает боевые действия в Словении, Хорватии, Боснии и Герцеговине и Косово. Он подробно анализирует опыт действий «специальных» сил, городской войны, действий бронетехники и артиллерии, инженерных войск, роль наемников и миротворцев, военные теории сторон. Валецкий жёстко критикует руководство ЮНА за косность мышления, бюрократизм, слабую координацию действий с сербскими формированиями в других частях Югославии (например, в Сербской Краине). Также в книге разбираются внутри- и внешнеполитические аспекты войны, роль национального вопроса.

## Сочинения

### Книги
- Валецкий О. В. [militera.lib.ru/research/valetsky/index.html Югославская война 1991-1995 гг.]. — М.: Крафт+, 2006. — 528 с. — ISBN 5-93675-116-3.
- Валецкий О. В. Югославская война, 1991—1995 годы. 2-е изд. доп. М.: Крафт+, 2008. — 582 с.: ил. ISBN 978-5-93675-138-7.
- Валецкий О. В. Югославская война, 1991—1995 годы. 3-е изд., доп. и перер. М.: Крафт+, 2011. 656 с.: ил. ISBN 978-5-93765-180-6.
- Валецкий О. В. Волки Белые. Сербский дневник русского добровольца. 1993—1999. — М.: Грифон М, 2006. — 288 с. — ISBN 5-98862-023-X.
- Валецкий О. В. Новая стратегия США и НАТО и её влияние на развитие зарубежных систем вооружения и боеприпасов. М.: Арктика, 2008. 360 с. ISBN 978-5-902835-07-3.
- Валецкий О. В. Минное оружие. Вопросы минирования и разминирования. М.: Крафт+, 2009. 576 с. ISBN 978-5-93765-161-5.
- Коновалов И.П., Валецкий О.В. Эволюция частных военных компаний. — Пушкино: Центр стратегической конъюнктуры, 2013. — 138 с. — ISBN 978–5–906233–20–2. Архивировано 6 сентября 2013 года.
- Валецкий О. В. Партизанская война в Косово и Метохии в 1999 году. Пушкино: Центр стратегической конъюнктуры, 2013. 70 с. ISBN 978-5-906233-13-4
- Валецкий О. В. Управляемое авиационное оружие США и НАТО. Пушкино: Центр стратегической конъюнктуры, 2013. 154 с. ISBN 978-5-906233-14-1
- Валецкий О. В., Лямин Ю. Ю. Распространение ракетных технологий в третьем мире. Пушкино: Центр стратегической конъюнктуры, 2013. 60 с. ISBN 978-5-906233-34-9
- Валецкий О. В., Неелов В. М. Особенности партизанских и противопартизанских действий в ходе Иракской войны (2003—2011). — Пушкино: Центр стратегической конъюнктуры, 2015. — 120 с. — ISBN 978-5-93883-256-5.
- Валецкий О. В., Неелов В. М. Особенности ведения боевых действий в Афганистане (2001—2015). — Пушкино: Центр стратегической конъюнктуры, 2015. — 90 с. — ISBN 978-5-93883-287-9.
- Валецкий О. В., Неелов В. М., Гирин А. В., Маркин А. В. Уроки Ирака. Тактика, стратегия и техника в иракских войнах США. — Пушкино: Центр стратегической конъюнктуры, 2015. — 212 с. — ISBN 978-5-93883-277-0.
- Валецкий О. В. Война в Косово и Метохии в 1999 году. — М.: Издатель А.В. Воробьёв, 2019. — 188 с. — ISBN 978–5–93883–387–6.

### Статьи
- Русские в Сербии // Солдат удачи, № 5–6. 1996.
- Записки сапера из Боснии и Герцеговины (опыт работы в американской компании Ronco в 1996-97 годах) // Солдат удачи. № 1–2. 1998.
- Неоднозначно виден бой из штаба и с передовой // Солдат удачи. № 2–4. 2002.
- Пираты Некарибского моря // Мужская работа. № 30. 2009.
- Происхождение славян в свете работ историков сербской «автохтонной» школы // Вестник Академии ДНК-генеалогии. № 11. 2012. (Proceedings of the Academy of DNA Genealogy, Boston; Moscow; Tsukuba. Vol. 5. No. 11, November 2012)
- Война в Македонии
- «Сверхъестественные существа и магия (сихр) в исламе»
- Организация и тактика сухопутных войск при неприятельских ударах с воздуха. Применение минного оружия и борьба с ним.
- История гностицизма в раннем христианстве
- Гуманитарное разминирование в бывшей Югославии (часть 1; часть 2; часть 3)
- Минное оружие в современном мире (совместно с Н. Илиевым)
- Кассетные боеприпасы
- Приватизация войны (частные военные компании, их создание, развитие и опыт работы в Ираке, и других регионах мира)
- Уроки Цхинвала
- Валецкий О.В. Теория и практика партизанской войн // Информационные войны. 2016. № 4 (40). С. 58–66.
- Валецкий О.В. Разведывательные операции в армии США по противодействию применению противником самодельных взрывных устройств // Информационные войны. 2017. № 1 (41). С. 87-91.
- Валецкий О.В., Лучич Н. Вооружённая борьба черногорцев против Османской империи в конце XVIII века // Информационные войны. 2017. № 3 (43). С. 76–83.